# U 228
U 228 war ein deutsches U-Boot vom VII C, das im Zweiten Weltkrieg von der deutschen Kriegsmarine eingesetzt wurde.

## Technische Daten
Der Auftrag für das Boot wurde am 7. Dezember 1940 an die Germaniawerft, Kiel vergeben. Die Kiellegung erfolgte am 18. Oktober 1941, der Stapellauf am 30. Juli 1942. Die Indienststellung unter Oberleutnant zur See Erwin Christophersen fand schließlich am 12. September 1942 statt.

## Geschichte
Das U-Boot gehörte nach seiner Indienststellung am 12. September 1942 bis zum 28. Februar 1943 zur 5. U-Flottille und vom 1. März 1943 bis zum 5. Oktober 1944 zur 6. U-Flottille.

## Verbleib
U 228 wurde am 5. Oktober 1944 bei Bergen (Norwegen) außer Dienst gestellt und später abgewrackt.